# 弗雷德·F.·法蘭奇大廈

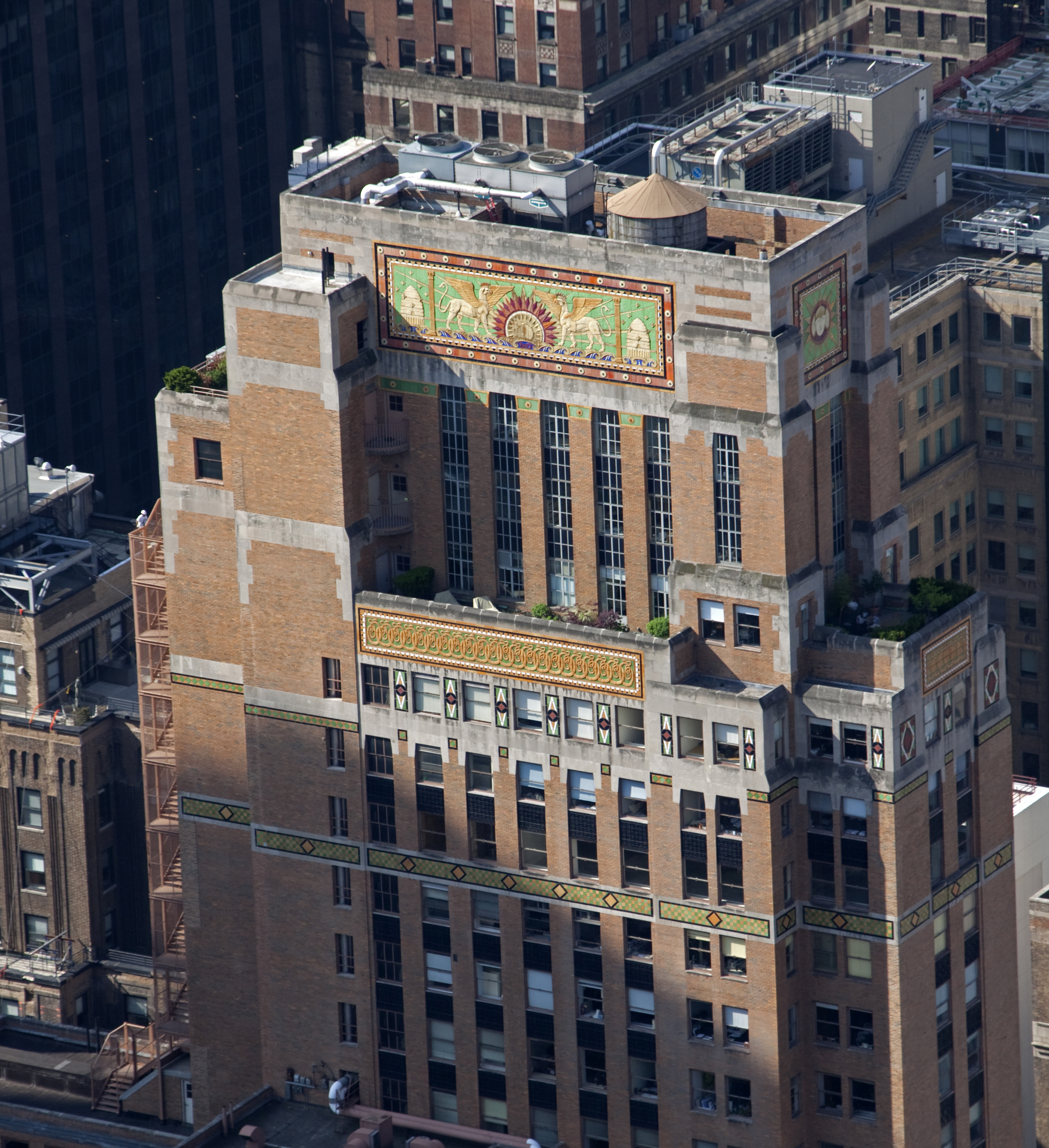

弗雷德·F.·法蘭奇大廈（Fred F. French Building）是美國紐約市的一座摩天大樓，位於第五大道551號。這座建築有38層高，外觀是裝飾風藝術風格。弗雷德·F.·法蘭奇大廈曾經是第五大道最高的建築。1990年代，大廈進行了全面修復。弗雷德·F.·法蘭奇大廈在1986年被列入紐約市地標，並在2004年列入國家史蹟名錄。

## 外部連結
- 官方网站